# Raparna ochreipennis
Raparna ochreipennis är en fjärilsart som beskrevs av Moore 1882. Raparna ochreipennis ingår i släktet Raparna och familjen nattflyn. Inga underarter finns listade.